# Viktor Kaplan
Viktor Kaplan (Mürzzuschlag, 27. studeni 1876. – Rochuspoint, 23. kolovoz 1934.) je bio jedan od najvećih inženjera svoga doba i izumitelj Kaplanove turbine.

## Životopis
Viktor Kaplan je rođen u gradiću Mürzzuschlagu (austrijska savezna država Štajerska). Otac mu je bio radnik na željeznici. Viktor je od malih nogu bio očaran svijetom tehnike, pa je već u osnovnoj školi gradio vodenička kola. Nešto kasnije slijedio je elektromotor, te parni stroj od stare limenke. Dojmljiv je bio i njegov sljedeći izum, fotografski aparat, koji je sastavio od kućanskog pribora. U to je vrijeme obitelj Kaplan već živjela u Beču, gdje je Viktor pohađao realnu gimnaziju.
Nakon mature upisuje Tehnički fakultet u Beču 1895., da bi studirao građevinarstvo i specijalizirao dizelske motore. Od 1900. do 1901. bio je u vojnoj službi, a služio je u Puli. 1909. promoviran je u doktora tehničkih znanosti, nakon što je već godinama radio kao inženjer i istraživač. Iste godine počinje raditi istraživanja na Njemačkom tehničkom fakultetu u Brnu, na institutu za građevinarstvo. 1918. postaje i profesor, a u Brnu je proveo tridesetak godina. Ženi se svojom zaručnicom Margarethom Strasser.

## Kaplanova turbina
1912. nakon godina intenzivnog istraživanja u laboratoriju za turbine u Brnu, Kaplan prijavljuje svoj prvi patent turbine. Međutim, Kaplanova turbina još uvijek ne ispunjava sva očekivanja profesora. 1922. dugogodišnji istraživački rad na turbini konačno donosi plodove: sagrađena je optimalizirana Kaplanova turbina. No, u posljednjoj fazi istraživanja Viktor Kaplan mora iz zdravstvenih razloga prepustiti nastavak radova svojem timu.
1925. u Austriji je pušteno u pogon nekoliko Kaplanovih turbina. Šveđani također otkrivaju njenu učinkovitost i koriste je za svoje velike elektrane. 1931. zbog lošeg zdravstvenog stanja Kaplan se povlači iz javnog života i provodi većinu vremena na svom imanju Rochuspoint na jezeru Attersee.
1934. Viktor Kaplan umire od moždanog udara, na svom imanju na jezeru Attersee.